# Katra
Katra (bělorusky Котра (zápis v azbuce)) je řeka na jihovýchodě Litvy, v Alytuském kraji (Okres Varėna), a na severozápadě Běloruska, kde protéká okresy Hrodenským a Ščučýnským. Hlavní větev bifurkace Katry, shodná s jejím původním korytem se vlévá do Němenu jako jeho pravý přítok 534,7 km od jeho ústí. Ústí Katry do Němenu je hranice mezi horním a středním tokem Němenu. Pramení na území Běloruska těsně u hranic s Litvou, teče zpočátku na jih, brzy se stáčí ostře na východ a od soutoku s řekou Nizelė tvoří první úsek hranice s Litvou a stáčí se zde na sever. U vsi Kazliškiai dochází k zajímavému úkazu: bifurkaci řeky.
Za prvé - řeky Kotru a Ūlu formuje řeka, známá pod názvem Pelesa, pramenící v Bělorusku a tento název nese jen na území Běloruska. Asi 2 km tvoří hranici Litva/Bělorusko a na území Litvy vtéká pod názvem Ūla. Protéká městysem Dubičiai a opět se dotýká hranice Litva/Bělorusko. V tomto místě (u vsi Kazliškiai) tvoří bifurkaci: rozděluje se na dva různé toky: Katru, která je přítokem Němenu a Ūlu, která je přítokem Merkysu. Tato situace vznikla koncem 19. století, kdy Ūla podemíláním svých břehů zvětšovala svoje meandry a prodlužovala svoji délku, čímž od Katry odebrala původně její přítoky Pelesu a Dubė, až později podemlela i břeh, oddělující tok svůj od toku Kotry. Tím došlo ke spojení obou řek a náhlému přerozdělení jejich koryty plynoucích vod a spolu s tím i jejich povodí. Výsledkem bylo, že povodí Ūly se zvětšilo asi o 410 km² a Kotra ztratila 2 ze svých přítoků. Také to mělo za následek snížení hladiny spodní vody a úplný zánik několika jezer v povodí Katry a zkrácení horního toku Katry asi o 6 km. Část koryta je společná pro obě řeky a mimoto mají obě řeky společný říční ostrov o rozloze cca 3 - 4 km².
Za touto bifurkací i nadále Katra tvoří hranici mezi Litvou a Běloruskem v délce 24 km s výjimkou dvou krátkých úseků: v prvním úseku Katra nakrátko odbočuje na území Litvy a ve druhém nakrátko odbočuje na území Běloruska. Uprostřed mezi těmito dvěma úseky je ves Katra, v blízkosti které do Katry ústí kanál, prokopaný v 19. století, odvodňující Čepkeliajské bažiny (Čepkeliajská přírodní rezervace). 8 km na jih od obce Bieršty Katra definitivně opouští území Litvy a teče dále směrem jižním, kde protéká málo obydlenými velikými lesy. U města Skidel' se stáčí na západ a vlévá se do Němenu jako jeho pravý přítok 534,7 km od jeho ústí. Posledních 35 km náleží rybářskému hospodářství. Šířka koryta 10 - 20 m. Výška břehů 1 - 5 m, na dolním toku do 15 m. Šířka údolí 300 - 500 m. Průměrný spád 0,2 m/km.
Řeka byla zmiňována ve 14. století v raportech zvědů Řádu německých rytířů.

## Přítoky
Levé:
- Skarbjanka, Ňaviša, Žečka, Astrynka, Ryča, Skidel'ka

Pravé:
- Nizelė, společné koryto s řekou Ūla, kanál, odvodňující Čepkeliajské bažiny, Pyranka (v horním toku pod jménem Chamutouka)